# Bürgergemeinschaft Ingolstadt
Die Bürgergemeinschaft Ingolstadt (BGI) ist eine unabhängige Wählergruppe, die seit 2014 im Stadtrat der kreisfreien Stadt Ingolstadt vertreten ist. Vorsitzender ist Christian Lange.

## Geschichte
Die BGI wurde 2013 gegründet und nahm 2014 an der Kommunalwahl teil. Bei dieser erreichte sie 3,7 % der Stimmen und damit zwei Stadtratsmandate; gewählt wurden Christian Lange und Georg Niedermeier. Zudem erlangte man so sieben Sitze in den Bezirksausschüssen. Lange erreichte als Kandidat für das Amt des Oberbürgermeisters 2,6 % der Stimmen.
Mit der Partei Die Linke bildete man zunächst eine Ausschussgemeinschaft. Im September 2015 konnte die BGI die Zahl ihrer Stadtratssitze verdoppeln, als die beiden aus der Linkspartei ausgetretenen Stadträte Jürgen Siebicke und Ulrike Hodek aufnahm und so und eine eigene Fraktion bilden konnte.  Während die beiden bisherigen BGI-Stadträte vor ihrer Wahl politisch kaum in Erscheinung getreten waren, konnte mit Siebicke jemand gewonnen werden, der auf über zwei Jahrzehnte Erfahrung in der Sozialistischen Deutschen Arbeiterjugend, der Partei des Demokratischen Sozialismus und der Linkspartei bis in den Landesvorstand hinauf zurückblicken konnte. Fast zur gleichen Zeit gründete Siebecke zusammen mit Lange auch die Clear Living GmbH, mit der sie als geschäftsführende Gesellschafter im Zusammenhang mit der Flüchtlingskrise 2015 gebrauchte Mobile Homes aus Frankreich an bayerische Kommunen als „humanitäre Form“ der Unterbringung verkaufen. Die GmbH residiert dabei unter der gleichen Innenstadtadresse wie die BGI.

## Profil
Die BGI war ursprünglich wie die Ingolstädter Freien Wähler vor deren Annäherung an die CSU bürgerlich-liberal orientiert, öffnete sich aber rasch auch sozialen Themen. Ihr Anliegen, mehr Transparenz in Politik und Verwaltung der Stadt zu bringen, konkretisiert sie durch Forderung nach dem Beitritt Ingolstadts zur Anti-Korruptions-Vereinigung Transparency International und der Veröffentlichung der Wortprotokolle öffentlicher Stadtratssitzungen bzw. der öffentlichen Übertragung dieser Sitzungen. Die Wählergemeinschaft kritisiert unter anderem die Genehmigung verschiedener Bauprojekte und die Abhängigkeit Ingolstadts vom örtlichen Autohersteller Audi.